# Anost
Anost – miejscowość i gmina we Francji, w regionie Burgundia-Franche-Comté, w departamencie Saona i Loara. W 2013 roku jej populacja wynosiła 725 mieszkańców. Na terenie gminy swoje źródła ma rzeka Cure. 